# The Devil’s Experiment
The Devil’s Experiment ist ein japanischer Horrorfilm aus dem Jahr 1985. Er ist der erste Teil der Guinea-Pig-Reihe, die für ihre abstoßenden und sadistischen Gewaltszenen bekannt ist.

## Handlung
Dieser Film handelt von einer Gruppe, aus drei Männern bestehend, die eine Frau entführen und foltern, um mit der Schmerzgrenze des menschlichen Körpers zu experimentieren. Dabei wird die Frau mit Schlägen und Tritten malträtiert. Die Frau wird auch noch mit kochendheißem Öl begossen, mit Innereien beworfen, mit lebenden Würmern übergossen. Anschließend wird ihr durch die Schläfe und durchs Auge eine dünne Metallnadel gebohrt.

## Hintergrund
Die erste Version des Films enthielt nach Angaben von Unearthed Films keine Film-Credits, während in einer Werbekampagne behauptet wurde, es handle sich um einen realen Snuff-Film.